# Lez
Lez là một xã cũ thuộc tỉnh Haute-Garonne trong vùng Occitanie tây nam nước Pháp. Xã này nằm ở khu vực có độ cao trung bình 505 mét trên mực nước biển. Vào ngày 1 tháng 1 năm 2019, nó cùng Saint-Béat được sáp nhập thành xã mới Saint-Béat-Lez.